# E=mc² (album)
E=mc² je drugi live album Parnog valjka
Koncertni album povodom 10 godina Parnog valjka. Ovaj album je poput nastavka Koncerta - na njemu se izvode samo pjesme od 1983. do 1985. Album je snimljen u zagrebačkom Domu sportova. Nema posebnih gostiju, a ni posebnih aranžmana.

## Popis pjesama
1. 'ajde igraj (s albuma Pokreni se!) (4:47)
2. Kao prije (s albuma Glavnom ulicom) (4:00)
3. Uhvati ritam (s albuma Uhvati ritam) (4:01)
4. Stojim već satima (s albuma Pokreni se!) (1:58)
5. Pokreni se! (s albuma Pokreni se!) (4:34)
6. Hajde kaži pošteno (s albuma Glavnom ulicom) (4:51)
7. Pusti nek' traje (s albuma Uhvati ritam) (3:54)
8. Ostani s njim (s albuma Uhvati ritam) (4:29)
9. Ugasi me (s albuma Pokreni se!) (3:00)
10. Samo ona zna (s albuma Uhvati ritam) (4:49)

## Izvođači
- vokal - Aki Rahimovski
- bubnjevi - Paolo Sfeci
- bas - Srećko Kukurić
- gitara - Husein Hasanefendić - Hus

## Gosti
- gitara - Zoran Cvetković - Zok
- klavijature - Toni Ostojić

## Vanjske poveznice
- E=mc^2 na službenoj stranici sastava
- E=mc^2 na stranici Discogs.com